# Higher Intelligence Agency
Robert Bird is een Britse elektronische muzikant die zich vooral profileerde in de ambient house. Daarbij werd Higher Intelligence Agency zijn belangrijkste alter ego. Hij was vooral in de jaren negentig actief. Hoewel Bird de centrale figuur in dit project was, werkte hij veel samen met Dave Wheels.

## Biografie
Bird wordt geboren in Birmingham en is in de vroege jaren negentig als gitarist actief in de band Kirks Equator die de brug zoekt tussen dance en punk. Hij zit daarin met zanger Steve Chandra Savale en drummer Dave Wheels. Na twee singles verschijnt in 1993 op kleine schaal het album Flat Earth. Bird is tevens in de dancescene van zijn woonplaats actief. Met enkele anderen organiseert hij feesten onder de naam Oscillate. Hij produceert in 1992 de track Ketamine Entity, die op de verzamelaar Ambient Dub Volume 1:- (The Big Chill) (1992) terechtkomt. Hiermee weet hij aansluiting te vinden bij de dan populair wordende ambient house. In 1993 brengt hij de Speedlearn EP uit en aan het einde van dat jaar verschijnt zijn debuutalbum Colourform, waarop zijn voormalige bandmaat Dave Wheels als coproducer meewerkt. Wat volgt is een grote hoeveelheid optredens. Zo staan ze in 1994 in de Westergasfabriek en op de Love Parade. En in 1995 doet Higher Intelligence Agency aan op het Glastonbury Festival. Intussen is ook het album Freefloater (1995) verschenen. Ook verschijnt er een remix van het nummer Familus Horribilus van Pop Will Eat Itself op hun remixalbum Two Fingers My Friends!.
Vanaf 1995 volgen er een hoeveelheid samenwerkingen met anderen. Zo werkt hij in 1995 en 1999 samen met de Noor Biosphere. Live nemen ze de albums Polar Sequences en Birmingham Frequencies op. Met het project Deep Space Network van Move D. maakt hij het album Deep Space Network Meets Higher Intelligence Agency. Ook vormt hij met de Duitse producer Pete Namlook het project S.H.A.D.O., waarvan twee albums verschijnen in 1997 en 1999. Hij richt in 1997 ook het label Headphone op voor zijn eigen werk. Daar verschijnt het album Nothing van zijn eenmalige project System Error, met Brian Duffy.
Na 2000 zakt de activiteit van Bird sterk in. Hij sluit zich aan bij het audiovisuele collectief Modulate Collective, die in 2006 de dvd Modulate 5.1 op zijn Headphone-label uitbrengen. Daarna blijft hij vooral optredens geven. In 2014 brengt hij de Secret Thirteen Mix 121 uit, waarop oude ambientplaten aan elkaar worden gemixt.

## Discografie
- Colourform (1993)
- Freefloater (1995)
- Polar Sequences  (met Biosphere) (1995)
- Deep Space Network Meets Higher Intelligence Agency (met Deep Space Network ) (1996)
- S.H.A.D.O. (met Pete Namlook) (1997)
- System Error - Nothing (1997)
- S.H.A.D.O. 2 (met Pete Namlook) (1999)
- Birmingham Frequencies (met Biosphere) (1999)